# Louis Émile Tartas
Louis Émile de Tartas est un général de division, grand officier de la Légion d’honneur, député de la Constituante et de la Législative de 1848, né le 1er août 1796 à Mézin et décédé le 29 février 1860 à Paris.
Il est enterré à Mézin.

## Biographie
Fils de Guillaume de Tartas et de Suzanne-Dorothée de Poul de Labarthère, il entre à dix-huit ans dans les gardes du corps de Louis XVIII, et six mois plus tard dans un régiment de cavalerie avec le grade de sous-lieutenant. Après avoir rempli plusieurs années les fonctions de capitaine instructeur à l’école de Saumur, il fut nommé lieutenant-colonel (1840) et passa en Algérie, où pendant cinq années il prit une part active à plusieurs expéditions, notamment aux dernières contre Abd el-Kader, et à la répression de la révolte du Dahra dirigée par Bou-Maza. Il participe le 11 novembre 1843 au combat de l'oued El Malah ou est tué le kalifat, Mohammed Ben Allel dit Sidi-Embarek, conseiller d'Abd-el-Kader et qui était son véritable homme de guerre.
Le général Yusuf dira de lui qu'il avait été l'un des "Murat de notre cavalerie d'Afrique".
Colonel d’un régiment de chasseurs d’Afrique depuis 1844, Tartas fut promu en 1846 maréchal de camp et retourna en France prendre le commandement du Lot-et-Garonne. Le 12 septembre 1852, il fut élevé au grade de général de division. Il reçut ensuite le commandement de la quatrième division militaire de Bordeaux.